# Liste vorromanischer und romanischer Kirchen auf Korsika
Liste vorromanischer und romanischer Kirchen auf Korsika
Es sind nur Baudenkmäler aufgeführt, die datiert werden können.
| Pfarrei                      | Ort                    | Kirche                       | Anmerkung |
| ---------------------------- | ---------------------- | ---------------------------- | --- |
| Ampugnani                    | Quercitello            | San Petruculo d’Accia        | Reste |
| Aregno                       | Aregno                 | Église de la Trinité         | |
| Attalla                      | Poggio-di-Tallano      | San Giovanni Battista        | |
| Bevinco                      | Murato                 | San Michele de Murato        | |
| Bisogeni                     | Grossa                 | San Giovanni Battista        | Romanischer Bau aus dem 12. Jahrhundert                                                                                |
| Bonifacio                    | Bonifacio              | Santa Maria Assunta          | |
| Bonifacio                    | Bonifacio              | Sainte-Marie Majeure         | Romanischer Bau aus dem 13. Jahrhundert, im 18. Jahrhundert barock ausgestaltet. Umfangreiche Restaurierung 2009–2016. |
| Bonifacio                    | Sotta                  | Sant’Agostino                | |
| Bozio                        | Sermano                | San Nicolao                  | |
| Brando                       | Brando                 | Santa Maria delle Nevi       | |
| Campoloro                    | Valle-di-Campoloro     | Santa Cristina               | |
| Canari                       | Canari                 | Santa Maria Assunta          | |
| Carbini                      | Carbini                | San Giovanni und San Quilico | |
| Casinca                      | Castellare-di-Casinca  | San Pancrazio                | Dreifachapsis |
| Cursa                        | Prunelli-di-Fiumorbo   | San Giovanni Battista        | |
| Figari                       | Figari                 | San Quilico                  | |
| Furciolo                     | Furciolo               | San’Petru di Panicala        | |
| Lumio                        | Lumio                  | San Pietro e Paolo           | Romanischer Bau aus dem 11. Jahrhundert                                                                                |
| Mariana                      | Lucciana               | Santa Maria Assunta          | Romanischer Bau aus dem frühen 12. Jahrhundert                                                                         |
| Mariana                      | Lucciana               | San Parteo                   | |
| Nebbio                       | Saint-Florent          | Santa Maria Assunta          | |
| Nonza                        | Olcani                 | San Quilico                  | |
| Olmia                        | Calenzana              | Santa Restituta              | |
| Pino                         | Montemaggiore          | San Rainiero                 | |
| Rostino                      | Castello-di-Rostino    | San Toma                     | |
| Rostino                      | Valle-di-Rostino       | Santa Maria Assunta          | vorromanisch |
| Rostino                      | Valle-di-Rostino       | San Giovanni Battista        | |
| Rostino                      | Morosaglia             | Santa Reparata               | |
| San Quilico                  | Rapale                 | San Cesario                  | |
| Santa Maria della Chiappella | Rogliano               | Santa Maria della Chiappella | Romanischer Bau aus dem 11. Jahrhundert                                                                                |
| Santo Pietro                 | Santo-Pietro-di-Tenda  | Santo Pietro                 | |
| Sisco                        | Sisco                  | Santa Catarina               | |
| Sisco                        | Sisco                  | San Michele                  | |
| Talcini                      | Castirla               | San Michele                  | |
| Talcini                      | Corte                  | Santa Mariona                | Doppelapsis |
| Vallerustie                  | Gambia                 | Santa Maria                  | |
| Vallerustie                  | Gambia                 | San Quilico                  | |
| Veggeni                      | Santa-Maria-Figaniella | Santa Maria Assunta          | |
| Venaco                       | Corte                  | San Giovanni Battista        | vorromanisch |